# Pioneer E
Pioneer E va ser una sonda espacial de la NASA llançada el 27 d'agost de 1969 mitjançant un coet Delta des de Cap Canaveral i que va resultar destruïda durant el llançament, després de l'explosió deliberada del llançador per motius de seguretat.
Pioneer E hauria estat la cinquena sonda d'una sèrie de sondes (formada per Pioneer 6, Pioneer 7, Pioneer 8 i Pioneer 9) amb la missió de realitzar el primer estudi detallat del vent solar, el camp magnètic interplanetari i els raigs còsmics, proporcionant dades pràctiques sobre les tempestes solars.
Durant el llançament el sistema hidràulic de control del coet llançador va fallar, produint el desviament de la seva trajectòria. Per motius de seguretat es va enviar el senyal de destrucció del coet des del control de terra.